# 羅北
羅北（1932年—2024年2月15日），綽號「大口北」，香港足球教練、足球運動員，司職後衛。球員時期效力於東方、九巴、光華及電話等港甲球隊，也代表中華民國贏得1958年亞洲運動會足球比賽冠軍。退役後，他赴台灣擔任教練率領飛駝足球隊贏得多座冠軍，也帶領過中華民國隊征戰國際賽事。

## 生平
羅北生長於香港銅鑼灣，他從踢街球出身，直到18歲經人推薦進入東方乙組，踢了一賽季後就升上東方甲組，又踢了一年甲組，即入選香港聯賽選手隊，是當時的明星球員，此後還效力過九巴、元朗、東華、光華、流浪及電話等港甲球隊。1957年開始入選中華民國，代表中華民國贏得1958年亞運會足球賽冠軍，以及1960年羅馬奧運足球賽。
1972年開始擔任元朗教練兼球員，之後經光華班主顏雄推薦赴台灣執教的飛駝足球隊，該隊係由中華民國國防部聯合勤務總司令部創建及營運。此後，羅北執教飛駝15年，贏得多座冠軍，期間也曾擔任中華民國隊的教練，後來隨著具有中華民國國軍色彩的飛駝隊因國防部改變政策不再外聘球員、教練，所以在獲得港甲東方隊邀請他擔任技術顧問後離開了台灣 。

## 個人生活
1967年8月14日，羅北與同是中華民國國家代表的女籃選手丁克鍼訂婚，到了1969年9月4日時兩人因觀念不合而解除婚約。之後，直至38歲他才與臺灣省立體育專科學校畢業的田徑女將孫蓁結婚。